# Közellenségek (film)
A Közellenségek (eredeti cím: Public Enemies) 2009-ben bemutatott amerikai életrajzi bűnügyi filmdráma, melynek rendezője, társírója és producere Michael Mann. A forgatókönyvet Ronan Bennett és Ann Biderman közreműködésével írta, Bryan Burrough azonos című 2004-es könyvéből. A főbb szerepekben Johnny Depp, Christian Bale, Marion Cotillard és Jason Clarke látható.
A film a Universal Pictures megbízásából készült, világpremierje 2009. június 19-én volt Chicagóban. Bevételi és kritikai szempontból is sikeresnek bizonyult.

## Cselekmény
A film John Dillinger életéről szól, aki az 1920-as és '30-as évek Amerikájának az első számú közellensége volt.

## Szereplők
A magyar szinkront az Active Kommunikációs Kft. készítette 2009-ben.
| Szerep                       | Színész             | Magyar hang     |
| ---------------------------- | ------------------- | --------------- |
| John Dillinger               | Johnny Depp         | Lux Ádám        |
| Melvin Purvis ügynök         | Christian Bale      | Epres Attila    |
| Billie Frechette             | Marion Cotillard    | Orosz Helga     |
| John Hamilton                | Jason Clarke        | Koncz István    |
| Homer Van Meter              | Stephen Dorff       | Seder Gábor     |
| Harry Pierpont               | David Wenham        | Boros Zoltán    |
| Charles Makley               | Christian Stolte    | Imre István     |
| Carter Baum ügynök           | Rory Cochrane       | Elek Ferenc     |
| John Edgar Hoover            | Billy Crudup        | Pálmai Szabolcs |
| Alvin Karpis                 | Giovanni Ribisi     | Markovics Tamás |
| Tommy Carroll                | Spencer Garrett     |                 |
| Babaarcú Nelson              | Stephen Graham      | Kapácsy Miklós  |
| Charles Winstead ügynök      | Stephen Lang        | Beratin Gábor   |
| Clarence Hurt ügynök         | Don Frye            |                 |
| Gerry Campbell ügynök        | Matt Craven         |                 |
| Louis Piquett ügyvéd         | Peter Gerety        | Szersén Gyula   |
| Martin Zarkovich             | John Michael Bolger | Kajtár Róbert   |
| Anna Sage                    | Branka Katic        | Zakariás Éva    |
| Polly Hamilton               | Leelee Sobieski     | Molnár Ilona    |
| Lillian Holley seriff        | Lili Taylor         |                 |
| Frank Nitti                  | Bill Camp           |                 |
| Phil D`Andrea                | John Ortiz          |                 |
| Gilbert Catena               | Stephen Dorff       |                 |
| Herbert Youngblood           | Michael Bentt       | Földi Tamás     |
| Murray bíró                  | John Lister         | Kajtár Róbert   |
| Baker börtönőr               | David Warshofsky    |                 |
| Walter Dietrich              | James Russo         |                 |
| Széparcú Floyd               | Channing Tatum      |                 |
| Kenneth D. McKellar szenátor | Ed Bruce            | Várday Zoltán   |
| John Madala ügynök           | Shawn Hatosy        |                 |